# Jennifer Piot
Pour les articles homonymes, voir Piot.
Jennifer Piot est une skieuse alpine française, née le 24 mars 1992 à La Tronche. Elle est spécialiste des épreuves de vitesse (descente et super G).

## Biographie
Elle participe à des courses de la FIS en novembre 2007. Elle débute en Coupe d'Europe en 2008 puis en Coupe du monde en mars 2010 à Crans-Montana. Elle remporte sa première course en Coupe d'Europe en janvier 2012, le super G de Bad Kleinkirchheim. Un an plus tard, elle devient championne du monde junior de descente au Québec avant de marquer ses premiers points en Coupe du monde en fin d'année au super G de Saint-Moritz avec une 18e place.
Elle participe aux Championnats du monde 2015 et aux Jeux olympiques d'hiver de 2018, où elle est 16e de la descente et 20e du super G.

## Palmarès

### Jeux olympiques
| Édition / Épreuve   | Descente | Super G |
| ------------------- | -------- | ------- |
| JO 2018 Pyeongchang | 16e      | 20e     |

### Championnats du monde
| Épreuve / Édition | Beaver Creek 2015 |
| Descente          | 24e               |
| Super G           | 26e               |

### Coupe du monde
- Meilleur classement général : 74e en 2016.
- Meilleur résultat : 13e.

#### Différents classements en Coupe du monde
| Année/Classement | Général | Général | Descente | Descente | Super G | Super G | Slalom géant | Slalom géant | Slalom | Slalom | Combiné | Combiné |
| ---------------- | ------- | ------- | -------- | -------- | ------- | ------- | ------------ | ------------ | ------ | ------ | ------- | ------- |
| Année/Classement | Class.  | Points  | Class.   | Points   | Class.  | Points  | Class.       | Points       | Class. | Points | Class.  | Points  |
| 2014             | 83e     | 37      | 40e      | 14       | 37e     | 23      | -            | -            | -      | -      | -       | -       |
| 2015             | 81e     | 34      | 39e      | 13       | 33e     | 21      | -            | -            | -      | -      | -       | -       |
| 2016             | 74e     | 66      | 36e      | 18       | 27e     | 48      | -            | -            | -      | -      | -       | -       |
| 2017             | 114e    | 7       | 47e      | 7        | -       | -       | -            | -            | -      | -      | -       | -       |
| 2018             | 76e     | 57      | 45e      | 9        | 31e     | 48      | -            | -            | -      | -      | -       | -       |
| 2019             | 117e    | 9       | 50e      | 3        | 45e     | 6       | -            | -            | -      | -      | -       | -       |

### Championnats du monde junior
- Médaille d'or en descente aux Championnats du monde junior 2013.

### Coupe d'Europe
- 5e du classement général en 2012.
- 1 victoire en super G.

### Championnats de France

#### Elite
- 3e de la descente en 2013.
- 3e du super G en 2013.

#### Jeunes
5 titres de Championne de France